# Igralište Građanskog
Igralište Građanskog u Zagrebu bilo je smješteno između Koturaške ceste na sjeveru, Koranske ulice na zapadu, Kupske ulice na istoku te Varaždinske ceste na jugu (današnja Ulica grada Vukovara). Igralište je svečano otvorio Stjepan Radić 19. listopada 1924. godine. Nakon Drugog svjetskog rata igralište nosi naziv Pobjeda. Igralište je zatvoreno 1948. godine, a srušeno 1950. godine. Na mjestu igrališta izgrađena je (1958. – 1960.) zgrada Hrvatske elektroprivrede.

## Igralište
Igralište je imalo nogometni teren dimenzija 100 m × 60 m i kružno trkalište duljine 400 m, ograđeno drvenom ogradom. Početkom tridesetih godina prema nacrtima inženjera Gjure Kastla na zapadnoj strani sagrađena je drvena tribina koju su nazivali “drvenjak“. Tribina je bila natkrivena s 1618 sjedećih mjesta, a ispod nje svlačionice sa sanitarnim prostorom i nekoliko soba za igrače. Na igralište je postavljena i rasvjeta koja je bila pokus za rasvjetu igrališta Concordije. Rasvjetni stupovi bili su postavljeni uz rub trkaće staze, a električno napajanje je bilo iz tvornice baterija “Paspa“.

## Nogometne utakmice
Svoje domaće nogometne utakmice na igralištu je od 1924. do 1945. godine igrao Građanski, a od 1945. do 1948. godine Dinamo. Na Igralištu je 2. travnja 1940. pred 10.000 gledatelja odigrana prva međudržavna utakmica hrvatske nogometne reprezentacije (Hrvatska – Švicarska 4:0). Ukupno su odigrane tri reprezentativne utakmice (Jugoslavija 1, Hrvatska 2), te više od 25 gradskih reprezentativnih utakmica.

### 1940.
| 1. | 2. travnja  | prijateljska | Hrvatska | Švicarska | 4:0 |
| 2. | 8. prosinca | prijateljska | Hrvatska | Mađarska  | 1:1 |

## Zanimljivosti
- Kao jedina fizička uspomena na Igralište Građanskog ostao je natpis “Krčma Građanskom igralištu“ na uglu Kupske i Sutlanske ulice.